# 노먼 그란츠
노먼 그란츠(Norman Granz, 1918년 8월 6일 ~ 2001년 11월 22일)는 미국의 재즈 음악 연출자였다. 그란츠는 특히 1947년에서 1960년까지 미국 재즈의 근본적인 인물이었다.